# Immanuel
Immanuel ist ein hebräischer Name (עִמָּנוּ אֵל „Gott (ist/sei) mit uns“), der ursprünglich beim biblischen Propheten Jesaja Gegenstand einer Verheißung ist (Jes 7,14 ). Im Matthäusevangelium im Neuen Testament wird der Name in Beziehung zu Jesus Christus gesetzt (Mt 1,23 ).
Die lateinisch-griechische Form des männlichen Vornamens lautet Emanuel.

## Erwähnung in der Bibel

### Prophet Jesaja
Der Name Immanuel kommt im Prophetenbuch des Jesaja drei Mal vor. Bezeichnend ist vor allem die Eingangsstelle Jes 7,14:

„Darum wird euch der Herr von sich aus ein Zeichen geben: Seht, die Jungfrau wird ein Kind empfangen, sie wird einen Sohn gebären und sie wird ihm den Namen Immanuel geben.“

Es handelt sich bei Jes 7,14–17  um ein prophetisches Zeichen an die Adresse des judäischen Königs Ahas. Danach soll eine „junge Frau“ einen Sohn mit dem Namen „Mit uns (ist) Gott“ gebären, der noch moralisch unmündig sein wird, bis der Staat Juda die außerordentliche Gefahr durch seine Gegner Israel und Aram abgewendet haben wird. Der hebräische Text verwendet als Bezeichnung der Mutter das Wort עַלְמָה (almah), das schlicht „junge Frau“ bedeutet. Bereits die griechische Übersetzung des Tanach, die Septuaginta, verwendet jedoch hier das Wort παρθένος (parthenos), das zwar auch zunächst lediglich „junge Frau“ bedeutet, jedoch eine Neigung zur Bedeutung „Jungfrau“ aufweist.
Wegen der positiven Bedeutung des Namens „Gott mit uns“ wird in der Exegese oft angenommen, der Name stehe für den Sohn des Ahas, den späteren König Hiskija. Dieser konnte tatsächlich das Reich Juda gegen die assyrische Vorherrschaft verteidigen.
An den beiden weiteren Stellen bei Jesaja, die den Namen Immanuel erwähnen (Jes 8,8.10 ), scheint es sich wegen der damit verbundenen negativen Aussagen um eine Unheilswarnung zu handeln, die das Reich Juda vor der assyrischen Großmacht bewahren will.
Ob das Bild, das Jesaja von der Erscheinung des Immanuel zeichnet, von sich aus in einen explizit messianischen Zusammenhang gehört, ist in der exegetischen Forschung umstritten.

### Matthäusevangelium
Matthäus identifiziert Jesus in Mt 1,23  als den in Jes 7,14 verheißenen Sohn mit Namen Immanuel:

„Seht, die Jungfrau wird ein Kind empfangen, einen Sohn wird sie gebären, und man wird ihm den Namen Immanuel geben, das heißt übersetzt: Gott ist mit uns.“

Diese Stelle wird im Christentum als Beleg für Jesu Messianität und seine Jungfrauengeburt verstanden (vgl. auch noch Lk 1,26–35 ). Der griechische Text verwendet wie die Septuaginta zu Jes 7,14 hier das Wort παρθένος. Wo das hebräische Wort almah noch lediglich eine junge, unverheiratete Frau meint, kann parthenos zusätzlich eine biologische Jungfräulichkeit bezeichnen.
Jesus wird im Neuen Testament an keiner weiteren Stelle mit dem Namen Immanuel bezeichnet. Jedoch kann Mt 28,20 als eine Anspielung auf ihn verstanden werden, wenn es heißt: "Und siehe, ich bin mit euch [...]." (Mt 28,20 EÜ, rev. 2016)

## Bekannte Namensträger

### Vorname
- Immanuel Bloch (* 1972), deutscher Physiker und Hochschullehrer
- Immanuel Broser (1924–2013), deutscher Physiker
- Immanuel ha-Romi (Manouello Romano; ≈ 1261–1335), italienischer Dichter in hebräischer und italienischer Sprache
- Immanuel von Fichte (1796–1879), deutscher evangelischer Theologe und Philosoph, Sohn von Johann Gottlieb Fichte
- Carl Immanuel Philipp Hesse (1875–1918), deutsch-baltischer Pastor und evangelischer Märtyrer
- Immanuel Kammerer (1857–1927), deutscher Pädagoge und Tierschützer
- Immanuel Kant (1724–1804), deutscher Philosoph
- Immanuel Ngatjizeko (1952–2022), namibischer Politiker und Minister
- Immanuel Nobel (1801–1872), schwedischer Erfinder und Industrieller
- Immanuel Wallerstein (1930–2019), US-amerikanischer Sozialwissenschaftler
- Immanuel Weber (1633–1677), deutscher evangelischer Theologe und Dichter
- Immanuel Weber (1659–1726), deutscher Historiker, Rechtswissenschaftler und Hochschullehrer

### Nachname
- Fillemon Wise Immanuel, namibischer Politiker (SWAPO)
- Rebecca Immanuel (* 1970), deutsche Schauspielerin, Sängerin und Fernsehmoderatorin
- Siegmund Imanuel (1790–1847), deutscher Philologe und Pädagoge

### Kirchliche Einrichtung
- Immanuelkirchen in diversen Orten
- Immanuel Diakonie, ein freikirchliches Diakonie-Werk

### Weiteres
- Gottes gesegneter Immanuel, Stolln in Sachsen
- Israelische Siedlung Immanuel im Westjordanland
- Immanuel Lutheran Church
- Immanuel Episcopal Church
- Liebster Immanuel, Herzog der Frommen (BWV 123), Kantate von Johann Sebastian Bach
- Immanuel (Neufeld)